# Струмишка афера
Струмишката афера или Новоселската афера от септември 1901 година е провал в дейността на Вътрешната македоно-одринска революционна организация, който разстройва организационната мрежа в Струмишки революционен окръг.
Поради липса на финансови средства ръководителят на Новоселския комитет на ВМОРО Януш Малчев организира убийството на петима албанци през пролетта на 1901 година. Телата им са закопани, 135 турски лири са изпратени на ръководителя на революционния комитет на ВМОРО в Струмица Стоян Георгиев, а конете на убитите са прекарани по таен канал в България, където са продадени от Никола Малешевски за 65 наполеона.
По-късно Георги Гьозев от Ново село започва открито да говори за акцията, заради което е наказан със смърт от местния комитет. Убит е от Кръстьо Новоселски. След това и Коце Китан започва открито да говори за акцията, забягва в Струмица, където започва да издава дейци и тайни на струмишкия каймакамин. През септември 1901 година членовете на местния комитет в Ново село Иван Стаменов, Стойчо Куюнджиев и Андрей Стоянов са заловени и след мъчения издават тайни на местната организация. В резултат в Ново село са арестувани 30 души, в Струмица е заловен Стоян Георгиев, а в Куклиш са арестувани 120 души.
До април 1902 година са съдени 39 души, 7 от които получават смъртна присъда, други са осъдени на 10 години затвор, а трети задочно на затвор. Според Мемоар на Вътрешната организация общо са заловени 210 души, 28 души са измъчвани, 26 са осъдени, а 17 души бягат зад граница.
Сред арестуваните са Васил Поптодоров, Андон Лазаров, Васко Кондурджията, К. Атанасов – учител в тогавашната трикласна българска прогимназия в Струмица, след това Христо Пармаклариксиков от Василево, Христо Манушев и Панчо Даскалов от Дабиля, както и Н. Мишев, Г. Ефтимов, Христо Трендов, Христо Велков, Илия Маказлиев - учител и революционер от Струмица, С. Андонов, Зл. Янев, В. Костадинов и други.